# 2S19 Msta
El 2S19 «Мsта-S» (en ruso: 2С19 «Мста-С», Мобильная Самоходная Тяжёлая Артиллерия - Sistema Móvil Autopropulsado Pesado de Artillería) es un obús autopropulsado de 152 mm soviético/ruso diseñado por la Planta soviético/rusa de arsenales Uraltransmash Works, que entró en producción y servicio en 1989 como el sucesor del sistema similar SO-152. El chasis del vehículo se basa en el del T-80; pero propulsado por el motor de un T-72; con el motor de la referencia V-46-12, con 840 caballos de fuerza.

## Desarrollo
El Msta es un obús moderno que se ha diseñado para su despliegue como un obús remolcado común, o para ser instalado en sistemas de artillería autopropulsada; mediante su montaje en el chasis de un T-80; motorizado con el motor diésel de un T-72, su grado de acción le sitúa como uno de los sistemas de artillería más sofisticados actualmente. La producción actual del modelo estacionario fue encargado y designado como Msta-B, siendo la denominación para el modelo autopropulsado la de Msta-S (o también conocido según el índice GRAU como el 2S19).

## Historia
El desarrollo del sistema 2S19 Msta se inicia en 1984 bajo el proyecto de nombre Ferma. El prototipo se conoció como el Objeto 317 (del ruso: Ob'yekt 317). El equipamiento estándar del sistema 2S19 consiste de un montaje semiautomático de apoyo 1P22, un cargador automático, un equipo de contramedidas ABQ para la protection en entornos de combate contaminados, miras y sistemas de visión  nocturna pasiva para el conductor y el comandante, un kit para vadeo (derivado del usado en el T-90), una pala de carga frontal, un sistema generador de cortinas de humo, y uno de lanzagranadas fumígenas de calibre 81 mm, sistemas de intercomunicación 1V116, y un generador eléctrico con capacidad de hasta 16 kW del modelo AP-18D. En 2008 las Fuerzas Armadas de Rusia ordenaron una variante actualizada con un novedoso sistema de control de tiro automatizado.

## Especificaciones
El obús 2A65 del 2S19 puede disparar los siguientes tipos de proyectiles, entre las cuales se destacan: 
- HE (alcance máximo de 24,7 km)
- HEAT-FS, HE-BB (alcance máximo de 28,9 km)
- HERA (alcance máximo de 36 km), en uso las variantes de humo, químicos, tácticos nucleares, trazadores (de iluminación), y de carga (del ruso: ICM).

Los proyectiles guiados por láser del modelo 2K25 Krasnopol (del sistema de armas 9K25) se pueden disparar desde él, así como su versión recortada; el Krasnopol-M que también cabe en el sistema de recarga automática. Estas son algunas de las especificaciones suministradas por el fabricante del sistema Msta-S: 
- Alcance efectivo:
  - 29 km (18 mi) estacionaria
  - 36 km (22 mi) con proyectil asistido por cohete.

- Cadencia de disparo: 6-8 disparos/minuto.
- Elevación/Depresión del cañón: -4° a +68° grados.
- Rotación del cañón: 360 grados.
- Tiempo de desplieque: 2 a 2,5 minutos.
- Cargas del sistema: 60 proyectiles (con su carga propulsora/asistidos por cohete).

## Variantes
- 2S19M1 (2000) Versión altamente mejorada, que incluye un sistema de visualización para el sistema de navegación GPS/Glonass.
- 2S19M1-155 (2006) - Versión para la exportación del 2S19M1, que está equipada con un cañón de calibre 155 mm, estándar de la OTAN, equipado con una caña de 52 calibres de longitud; y un alcance efectivo de hasta 40+ km.
- 2S27 "Msta-K" - Versión montada en un vehículo sobre ruedas (del ruso: K de kolyosnij, de ruedas), basado en el chasis 8x8 de un tractocamión. Posee muchas y diferentes versiones tan sólo como prototipos, incluyendo uno basado en un camión KrAZ-ChR-3130 y dos basadas en camiones Ural-5323 (con y sin torreta).
- 2S30 "Iset" - Versión modificada, sólo un prototipo.
- 2S33 "Msta-SM" - Versión modificada, sólo un prototipo; No hay información disponible.
- 2S35 "Koalitsiya-SV" - Proyecto para una nueva pieza de artillería para las Fuerzas Militares de Rusia (del ruso: SV de sukhoputniye vojska'). El único prototipo consta de un blindado 2S19 con una torreta modificada, equipada con una batería de dos obuses de 152 mm superpuestos, cada uno con su propio autocargador. En el desfile del día e la victoria del 2015, el 2S35 fue presentado con un solo obús, aparentemente un 2A88, y con el casco del T-90 un poco alargado.

## Usuarios

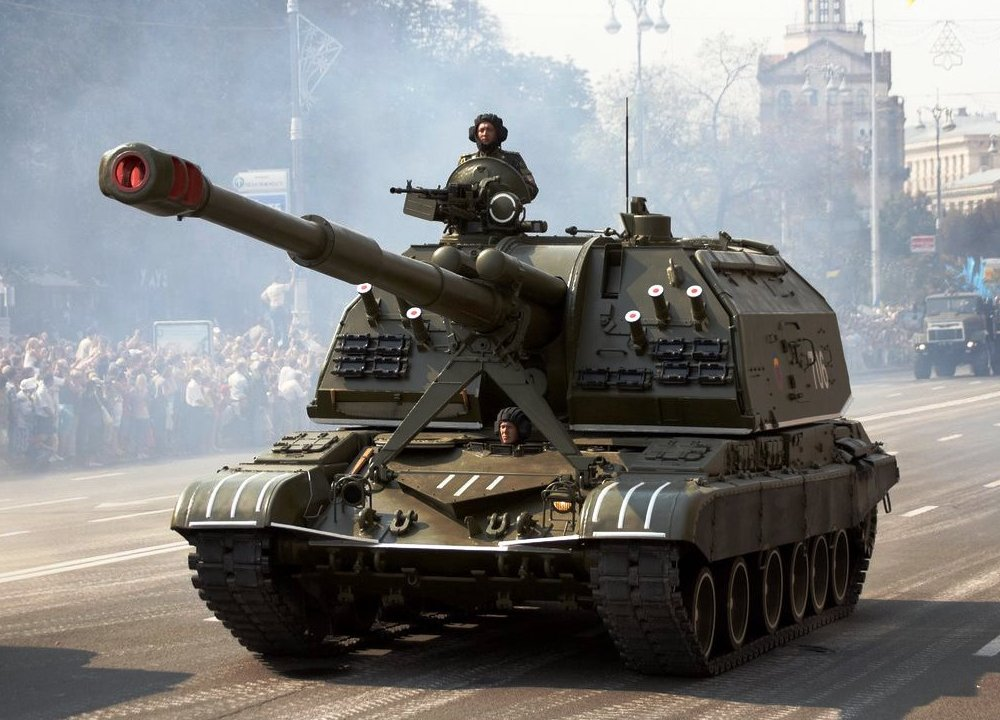
Un 2S19 Msta-S del Ejército de Ucrania.

### Actuales
- Bielorrusia

13.
- Etiopía

44 Unidades, de procedencia ucraniana.
- Georgia

En cantidades desconocidas, pero según otros reportes tan sólo dispone de un 2S19 y once obuses remolcados 2SA65 Msta-M.
- India

Más de 200 unidades.
- Kazajistán

65 unidades, de 155 mm.
- Rusia

800 desde el año 2008.
- Ucrania

40.
- Venezuela

47, entregadas en el año 2010, más otra partida recientemente entregada, aún sin establecer su cantidad.

### Anteriores
- Unión Soviética - Heredados por sus estados sucesores.

### Desarrollos relacionados
- Obús 2A65 de 152 mm
 BREM
 T-72
 T-80
 BREM-80U
- T-84
- BREM-84

### Artículos similares
- TAM VCA
- PZH-2000
- Obús autopropulsado M108
 Obús autopropulsado M109
 Obús autopropulsado M110
  Obús autopropulsado NLOS
- Sholef
- OTO Melara Palmaria (artillería)
- K-9 Thunder
- Joya SAA-1
- Tipo 99
- AHS Krab
- AS-90 Braveheart
- T-155 Fırtına
- SSPH Primus
- G6 Rhino